# La Y (Trolebús de Quito)
La Y es la trigésimo quinta parada del Corredor Trolebús, al norte de la ciudad de Quito. Se encuentra ubicada sobre la avenida 10 de Agosto, intersección con Pereira, en la parroquia de Iñaquito.

## Historia
Fue construida durante la administración del alcalde Jamil Mahuad Witt, quien la inauguró el 21 de diciembre de 1996, dentro del marco de la tercera etapa operativa del sistema, que venía funcionando desde marzo únicamente hasta la parada Colón.
El 27 de mayo de 2016, durante la alcaldía de Mauricio Rodas, fue reinaugurada tras un proceso de remodelación que incluyó no sólo el cambio de aspecto de la estructura con vidrio transparente y techos ecológicos, sino que también se la adecuó internamente con red gratuita de wifi, iluminación led, accesibilidades para gente con discapacidad y un moderno sistema de vigilancia.

## Nombre e iconografía
Recibe su nombre del sector en el que se encuentra, un cruce de varias avenidas importantes que le dan al distribuidor de tráfico aledaño una forma de letra "Y", siendo esta la iconografía representativa de la parada. Sirve al sector circundante, en donde se levantan el Hospital Vozandes, el complejo multimediático de la HCJB, showrooms de automóviles, locales especializados en repuestos automotrices y varios edificios de oficinas y apartamentos.